# Nicolas Robert de Cocherel
Nicolas Robert, chevalier de Cocherel, né le 15 juin 1741 à Petite-Rivière-de-l'Artibonite et décédé le 4 février 1826 à Versailles, homme politique français, député aux États généraux de 1789. Élu par la province de l'Ouest (Saint-Domingue, il était capitaine dans les armées du roi et lieutenant des maréchaux de France.
Le gouvernement de la Restauration le promut au grade de maréchal de camp, le 23 janvier 1815.

## Sources
- « Nicolas Robert de Cocherel », dans Adolphe Robert et Gaston Cougny, Dictionnaire des parlementaires français, Edgar Bourloton, 1889-1891 [détail de l’édition]